# Elektrický vůz

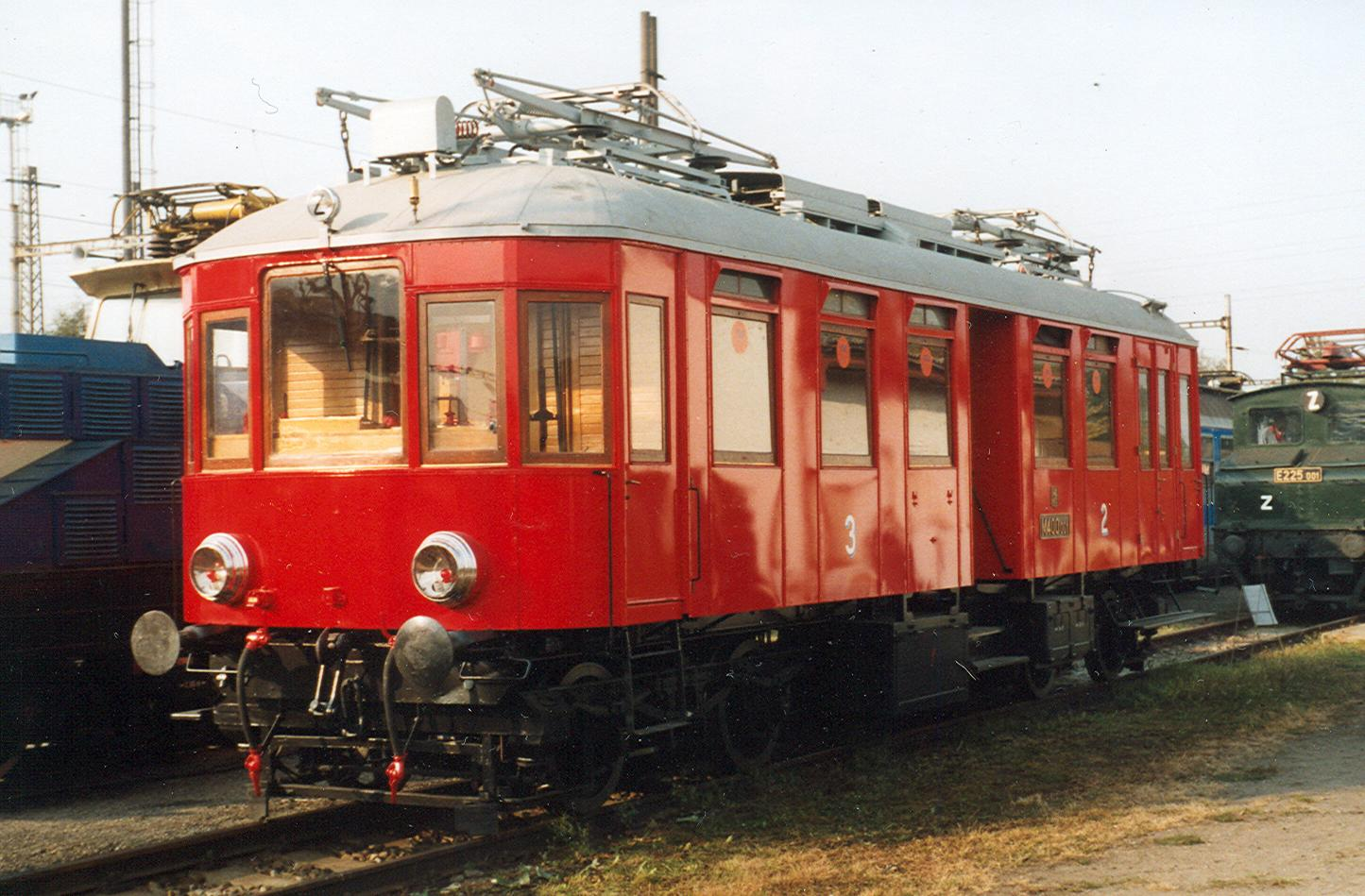
Elektrický vůz řady EM 400.0 na výstavě v Ústí nad Labem

Elektrický vůz je železniční hnací vozidlo, poháněné elektromotory, které má na rozdíl od lokomotivy oddíl pro cestující, popř. i služební oddíl. Jedná se o jednotlivé vozidlo, ke kterému je možné připojovat samostatné přívěsné vozy, nebo může jezdit sólo. Tím se liší od elektrické jednotky, která sestává z několika vozů.
V České republice se elektrické vozy nikdy hojně nevyskytovaly. Jednalo se vždy spíše o malé série nebo jednotlivé kusy, které byly určeny pro provoz na některé elektrizované trati.